# Crime Thriller Awards
 (janvier 2021).
Si vous disposez d'ouvrages ou d'articles de référence ou si vous connaissez des sites web de qualité traitant du thème abordé ici, merci de compléter l'article en donnant les références utiles à sa vérifiabilité et en les liant à la section « Notes et références ».
Les Crime Thriller Awards ou « Daggers » (« poignards ») sont des récompenses britanniques dédiées aux fictions policières et aux thrillers.

## Historique
La première cérémonie s'est déroulée en 2008 au Grosvenor Hotel et diffusée sur ITV, ayant été précédée par sept semaines de programmes liés aux crimes et aux affaires policières.
En 2009, la cérémonie a été fusionnée avec les Daggers (« poignards » en anglais), récompenses décernées par la Crime Writers' Association et dédiées aux fictions policières en littérature.

## Catégories de récompense

### Littérature
- Gold Dagger
- Ian Fleming Steel Dagger
- John Creasey Memorial (New Blood) Dagger
- People's Bestseller Dagger

### Cinéma et télévision
- Film Dagger
- TV Dagger
- International TV Dagger
- Meilleur acteur
- Meilleure actrice
- Meilleur acteur dans un second rôle
- Meilleure actrice dans un second rôle